# Захеди, Ардешир
Ардеши́р Захеди́ (перс. اردشیر زاهدی‎;
16 октября 1928, Тегеран — 18 ноября 2021, Монтрё, Франция) — иранский дипломат и государственный деятель времён правления шаха Мохаммеда Реза Пехлеви. Посол Ирана в Великобритании и США, в 1966—1971 — министр иностранных дел Ирана. Активный противник Исламской революции, после прихода к власти аятоллы Хомейни — политический эмигрант. В последние годы перешёл на более лояльные позиции в отношении исламской республики.

## Происхождение
Родился в семействе шахской аристократии. Генерал Фазлолла Захеди, отец Ардешира Захеди, возглавлял шахское правительство в 1953—1955. Хадиджа Пирния, мать Ардешира Захеди, была дочерью Хосейна Пирнии — многолетнего спикера меджлиса, племянницей Хасана Пирнии, внучкой Мирзы Насруллы Хана.
Высшее образование Захеди-младший получил в Ливане и США: учился в Американском университете Бейрута, затем в 1950 окончил Сельскохозяйственный колледж штата Юта по специальности «сельскохозяйственное машиностроение».
Вернувшись в Иран, Ардешир Захеди состоял в комиссии ирано-американского сотрудничества. При левом правительстве Мохаммеда Мосаддыка был вынужден уйти в отставку, арестовывался за оппозиционные выступления. В 1953 вместе с отцом активно участвовал в свержении Мосаддыка. Новое шахское правительство возглавил генерал Захеди-старший. За участие в перевороте Захеди-младший получил правительственные награды. Служил в министерстве сельского хозяйства, руководил монархическим студенческим движением.

## Дипломат и министр
В дальнейшем госслужба Ардешира Захеди развивалась на дипломатической стезе. В 1960—1962 он был послом Ирана в США. Проводил политику максимального ирано-американского сближения и альянса. Этот курс вызывал протесты радикально настроенных иранских студентов, обучавшихся в США. На одном из дипломатических мероприятий у посла Захеди произошло физическое столкновение с молодым исламистом Садеком Готбзаде (будущий министр иностранных дел в послереволюционном Иране). В 1962—1966 Ардешир Захеди — посол Ирана в Великобритании.
Дипломатическая деятельность Захеди была высоко оценена шахом Мохаммедом Реза Пехлеви. В 1966 шах назначил Захеди министром иностранных дел в кабинете Амира Аббаса Ховейды. Захеди проводил в целом прозападный курс, стараясь обеспечить благоприятные внешние условия для модернизаторской Белой революции. Вместе с Ховейдой представлял в правящей партии Иране новин проамериканское крыло, противостоявшее пробританскому. При этом спецслужба САВАК отмечала попытки Захеди отстранить Ховейду и самому возглавить правительство.
В 1971 Ардешира Захеди сменил на министерском посту Аббас-Али Халатбари. Два года спустя Захеди вновь был направлен иранским послом в США. Он играл видную роль в системе стратегического сотрудничества между Вашингтоном и Тегераном. Поддерживал деловые и дружеские отношения с президентами Ричардом Никсоном, Джеральдом Фордом, Джимми Картером. Особо доверительное взаимодействие установилось у него с помощником Картера по национальной безопасности Збигневом Бжезинским. Пользуясь особым доверием, Захеди выполнял самые конфиденциальные поручения шаха, в том числе сугубо личного характера.
Заметным эпизодом посольской деятельности Захеди стало участие в урегулировании ситуации с захватом исламистскими боевиками 149 заложников в Вашингтоне в марте 1977.
За годы дипломатической службы был удостоен ряда наград Шаханшахского Государства Иран, Великобритании, ФРГ, Италии, Швеции, Финляндии, Ватикана, Японии, Южной Кореи, Бразилии, Мексики, Таиланда, Малайзии, Пакистана, Ирака, Иордании, Ливана, Туниса, Марокко, Египта, Сенегала, Эфиопии, ПНР, ВНР, ЧССР, СРР.

## Противник Исламской революции
В 1978 началась Исламская революция в Иране. Ардешир Захеди старался задействовать американские ресурсы для помощи шахскому режиму. При этом он убеждал заместителя госсекретаря Уоррена Кристофера, будто революционные выступления «инспирированы коммунистами» — полагая, что такой довод окажется достаточно весомым. С другой стороны, Захеди убеждал шаха Пехлеви пожертвовать наиболее одиозными сановниками — в первую очередь экс-премьером Ховейдой и директором САВАК Насири (с обоими у Захеди были напряжённо-враждебные отношения).
11 февраля 1979 Исламская революция одержала победу, к власти пришли аятолла Хомейни и его сподвижники. Ардешир Захеди был отстранён от посольской должности. Исламский революционный суд под председательством Садека Хальхали заочно приговорил его к смертной казни. Захеди вынужден был остаться в эмиграции.

## Политэмигрант
Ардешир Захеди оставался в близком окружении свергнутого шаха Пехлеви. Занимался поиском убежища для него в США, Панаме, Мексике, Марокко, Египте (это оказалось трудной задачей, поскольку большинство правительств старались дистанцироваться от свергнутого монарха). В итоге Мохаммеда Реза Пехлеви принял президент Египта Анвар Садат. Ардешир Захеди присутствовал у смертного одра Пехлеви и на его похоронах в Каире в июле 1980.
В 1979—1980 Ардешир Захеди участвовал в антихомейнистской эмигрантской оппозиции. Примыкал к главному организатору прошахского вооружённого сопротивления исламской республике — генералу Голяму Али Овейси. Используя свои связи в международных политических и бизнес-кругах, Захеди привлекал финансирование на закупку оружия для формирований Овейси.
В сентябре 1980 в Париже состоялось совещание разных направлений иранской политэмиграции. Участвовали генерал Овейси, дипломат Захеди, последний шахский премьер Бахтияр и представитель либеральных кругов профессор Нахаванди. Эта встреча была замечена в СССР и названа «сговором шахского генералитета, крупной буржуазии, либералов и соглашательской социал-демократии на контрреволюционной платформе». При этом отмечалось, что «Овейси и Захеди выступают за кровавый военный переворот», тогда как Нахаванди и Бахтияр предпочитают политические методы борьбы.
Однако уже в первой половине 1980-х, в отличие от генерала Овейси и экс-премьера Бахтияра, постепенно отошёл от активной политики. Со второй половины 2000-х его оценки исламистского теократического режима в Иране стали гораздо более лояльны. Он говорил о достижениях исламской республики, осуждал антииранскую риторику Дональда Трампа и иранские антиправительственные группы, связанные с иностранными государствами. Захеди приостановил контакты с шахзаде Реза Пехлеви и скончавшейся в 2016 принцессой Ашраф Пехлеви. Решительно поддержал ядерную программу Ирана, считая ее «неотъемлемым правом Ирана» в соответствии с Договором о нераспространении ядерного оружия (ДНЯО) — ссылаясь, в частности, на то, что при шахе программа финансировалась США (при этом Захеди не касался различий между прошлым и нынешним режимами и их политикой).

## Частная жизнь
Ардешир Захеди обосновался в Монтрё (Швейцария), написал двухтомные мемуары, готовил третий том. Являлся почётным доктором нескольких университетов, включая Гарвардский университет, Университет штата Юта, Сент-Луисский университет, Техасский университет в Остине, Университет штата Монтана, сеульский Университет Чунан.
В 1957—1964 Ардешир Захеди состоял в браке с дочерью шаха Шахназ Пехлеви. От этого брака имеет дочь Захру Махназ. В период своей посольской деятельности в США 1970-х Захеди был известен как «спутник Элизабет Тейлор».
Скончался на своей частной вилле в возрасте 93 лет.